# MeiMei Kuo
MeiMei Kuo(Chino: MeiMei; pinyin: MeiMei Guo) es una actriz y cantante taiwanesa, miembro de la banda musical Hey Girl (formado en Hei Se Hui Mei Mei). Su nombre verdadero es Guo Jieqi (Chino: 郭婕祈; pinyin: Guō Jiéqǐ; Wade-Giles: Kuo Chieh-ch'i).

## Colaboracions
- Edwin Jeans
- New Zu Chivalry(新蜀山劍俠) Online
- Hi-Chew(「嗨啾」軟糖)
- Cheng-Hsien Gyrus Sushi(爭鮮迴轉壽司)
- Le tea cherry soda(「樂堤」cherry微發泡蘇打)
- KnightsBridge Clothes
- Pandora's Sweety Wardrobe Clothes(潘朵拉的甜蜜衣櫥服飾)
- Maybelline Moisturizing Lip Stick(媚必臨水唇膏)
- Yuskin Hand Cream

## Álbumes
- I Love Blackies(我愛黑澀會)（2006-07-14, Linfair Records Ltd.）
- A Private Day of Beauty - Sweety Bomber(美眉私密的一天 ─ 甜心轟炸機)（2006-12-15, Linfair Records Ltd.）
- Beauty Private Party(美眉私密Party)（2007-06-07, Linfair Records Ltd.）
- Brown Sugar Macchiato OST(黑糖瑪奇朵電視原聲帶)（CD+DVD）（2007-08-31, EMI Taiwan, Capitol Records Ltd.）
- Hey Girl(黑Girl首張同名專輯) （2008-08-29, Warner Music Taiwan Ltd.）

## Videos musicales
- 《male servant》男傭
- 《I Love Blackies》我愛黑澀會
- 《Shining Kiss》
- 《doll of the sunny day》晴天娃娃
- 《Shake it Baby》
- 《the show of brown suger》黑糖秀
- 《blissful buble》幸福的泡泡
- 《call sister》叫姊姊
- 《OOXX》
- 《girl》女生
- 《Storehouse Ma Thatta》哈庫呐瑪塔塔

## Dramas
| Date       | Chanel                            | Name                                                 | Role                        | Functions          |
| 2007-07-15 | FTV(民視) Star Taiwan(衛視中文台) | 《Brown Sugar Macchiato》(黑糖瑪奇朵)                | MeiMei                      | Heroine            |
| 2007-10-06 | Woo.com(Online Show)              | 《Here Comes Brown Sugar》(黑糖來了)                 | MeiMei                      | Heroine            |
| 2008-07-26 | Star Taiwan(衛視中文台)           | 《The Legend of Brown Sugar Chivalries》(黑糖群俠傳) | Guardian Saintess(聖女護法) | Supporting actress |